# Tachytrechus moechus
Tachytrechus moechus är en tvåvingeart som beskrevs av Friedrich Hermann Loew 1861. Tachytrechus moechus ingår i släktet Tachytrechus och familjen styltflugor. Inga underarter finns listade i Catalogue of Life.